# Яниш, Карл Иванович
Карл Иванович Яниш (1774—1833) — русский химик-фармаколог и врач; заслуженный профессор.

## Биография
Родился в селе Григорьево Ковровского уезда Владимирской губернии в 1774 году в лютеранской дворянской семье. В 1801 году сдал докторский экзамен, после чего государственной медицинской коллегией был определён в должность ординатора в палатах Главного московского военного госпиталя. 
В 1803 году по Высочайшему указу получил «докторское достоинство и позволение отправлять вольную практику в России» за сочинение «De Palpebrarum morbis». В январе 1804 года назначен адъюнктом философского факультета Московского университета и в марте того же года определён профессором химии, естественной истории и технологии, готовящегося к открытию ярославского Демидовского училища высших наук, где был избран проректором; 7 апреля 1804 года, ещё до открытия училища, начал читать еженедельные публичные лекции.
С августа 1809 года — ординарный профессор московского отделения медико-хирургической академии; с 1819 года — ординарный профессор физики и математики.
В 1812—1816 годах владел, перешедшим по наследству, сельцом Землино в Верейском уезде Московской губернии. В сборнике «Московское дворянство в 1812 году» (М., 1912) было указано, что в войну там было сожжено 22 двора.
В 1814 году награждён бронзовой медалью «В память Отечественной войны 1812 года». Статский советник (1822). В 1828 году пожалован орденом Святой Анны 2-й степени.
Получив звание заслуженного профессора, в 1833 году вышел на пенсию. Умер в Москве 19 (31) мая 1833 года
Его дочь Каролина Карловна, в замужестве Павлова (1807—1893) — поэтесса, хозяйка московского литературного салона.